# ジェイトン
ジェイトン (Jayton) は、アメリカ合衆国テキサス州ケント郡に位置する都市である。2000年現在の国勢調査で、この都市は総人口513人である。ここの郡庁所在地はケント郡である。

## 地理
ジェイトンは、北緯33度14分58秒、西経100度34分29秒 (33.249315, -100.574766)に位置している。
アメリカ合衆国統計局によると、この都市は総面積4.4 km2 (1.7 mi2) である。このうち4.4 km2 (1.7 mi2) が陸地で水地域は存在しない。

## 人口動静
2000年現在の国勢調査で、この都市は人口513人、209世帯、及び144家族が暮らしている。人口密度は116.5/km2 (301.6/mi2) である。62.9/km2 (162.9/mi2) の平均的な密度に277軒の住宅が建っている。この都市の人種的な構成は白人96.69%、アフリカン・アメリカン0.19%、ネイティブ・アメリカン0.39%、アジア0.00%、太平洋諸島系0.00%、その他の人種2.53%、及び混血0.19%である。ここの人口の10.92%はヒスパニックまたはラテン系である。
209世帯のうち、25.8%が18歳未満の子供と一緒に生活しており、59.3%は夫婦で生活している。6.2%は未婚の女性が世帯主であり、31.1%は家族以外の住人と同居している。29.2%は独身の居住者が住んでおり、15.8%は65歳以上で独居である。1世帯の平均人数は2.27人であり、家庭の場合は、2.81人である。
この都市内の住民は19.7%が18歳未満の未成年、18歳以上24歳以下が4.9%、25歳以上44歳以下が20.7%、45歳以上64歳以下が27.9%、及び65歳以上が26.9%にわたっている。中央値年齢は50歳である。女性100人ごとに対して男性は84.5人である。18歳以上の女性100人ごとに対して男性は83.1人である。
この都市の世帯ごとの平均的な収入は32,396 USドルであり、家族ごとの平均的な収入は39,375 USドルである。男性は25,000 USドルに対して女性は21,875 USドルの平均的な収入がある。この都市の一人当たりの収入 (per capita income) は17,314 USドルである。人口の8.8%及び家族の9.6% は貧困線以下である。全人口のうち18歳未満の5.5%及び65歳以上の1.0%は貧困線以下の生活を送っている。